# Harvey Postlethwaite
Harvey Postlethwaite (ur. 4 marca 1944 w High Barnet, zm. 13 kwietnia 1999 w Barcelonie) – brytyjski inżynier pracujący głównie w Formule 1.

## Życiorys
Postlethwaite uczył się w Royal Masonic School w Bushey, po czym podjął studia w University of Birmingham, gdzie studiował inżynierię mechaniczną. Po uzyskaniu doktoratu pracował w ICI. Jako że jego pasją były wyścigi samochodowe, w 1970 roku podjął pracę w March Engineering jako młodszy projektant samochodów Formuły 2 i Formuły 3. Następnie pracował dla Alexandra Hesketha w Hesketh Racing; zaprojektowany przez Postlethwaite'a Hesketh 308 od razu okazał się konkurencyjny, a James Hunt wygrał Grand Prix Holandii 1975. Hesketh wkrótce później zaczął przeżywać problemy finansowe i jego kapitał trafił do Waltera Wolfa, współwłaściciela zespołu Wolf-Williams. Postlethwaite pracował nad Williamsem FW05 (był to de facto Hesketh 308C), ale wskutek braku wyników doszło do rozłamu wśród Wolfa i Franka Williamsa. Postlethwaite zaprojektował Wolfa WR1, na którym Jody Scheckter w 1977 roku sensacyjnie został wicemistrzem świata. W 1978 roku Lotus zastosował efekt przypowierzchniowy i wyniki Wolfa były gorsze, wskutek czego po sezonie Scheckter odszedł do Ferrari. Po 1979 roku Wolf zrezygnował z Formuły 1 i sprzedał pozostałości zespołu Emersonowi Fittipaldiemu z Fittipaldi Automotive.
Postlethwaite zaprojektował Fittipaldi F8, a Keke Rosberg odniósł nim w 1980 kilka dobrych wyników, często w wyścigach okazując się lepszym od Emersona Fittipaldiego. W maju 1981 roku Postlethwaite przeszedł do Ferrari, gdzie zaprojektował model 126C2, napędzany silnikiem V6 turbo. W latach 1982–1983 Ferrari zdobyło mistrzostwo konstruktorów. Postlethwaite został w Ferrari do lata 1987 roku, kiedy to zastąpił go John Barnard. Postlethwaite przeszedł do Tyrrella, gdzie wraz z Jeanem-Claude'em Migeotem opracował Tyrrella 019, który poprzez swój podniesiony nos zrewolucjonizował aerodynamikę przodu w Formule 1. Jean Alesi osiągał tym samochodem dobre wyniki w 1990 roku. W 1991 roku przeszedł do Saubera, który miał mocne powiązania z Mercedesem. Gdy okazało się, że Mercedes nie wróci do Formuły 1 jako konstruktor, Brytyjczyk przeszedł do Ferrari, gdzie pracował rok, po czym został zwolniony i powrócił do Tyrrella. W Tyrrellu pełnił funkcję dyrektora zarządzającego. Pod koniec 1997 roku Tyrrell został sprzedany koncernowi British American Tobacco. Postlethwaite został w Tyrrellu do sezonu 1998, ostatniego sezonu działalności tej marki. W 1999 roku zaprojektował prototyp Hondy. W tym samym roku Postlethwaite zmarł na zawał serca. Honda wycofała projekt RA099 miesiąc po jego śmierci.